# 胡龍寶
胡龍寶（1911年12月7日—1997年5月14日），日治時期曾更名弘岡靖章，臺灣政治人物，出生於今臺南市善化區胡厝寮。曾任臺南縣縣長，在臺南縣地方派系屬「山派」。

## 早年生平
胡龍寶生於明治四十四年（1911年）12月7日，出生於安定胡厝寮。父親胡萬栓在胡龍寶出生後六個月就逝世，由出身麻豆望族的母親扶養長大。:75
昭和六年（1931年）3月，胡龍寶畢業於嘉義農林學校（現為國立嘉義大學）。後出任安順產業技手。七年（1932年）2月依願免職，3月出任安定產業技手。

## 政途
昭和十三年（1938年）6月，胡龍寶出任安定庄助役（相當於副鄉長）。:339
戰後，國民政府接管臺灣，胡龍寶負責安定鄉的接管。並當選安定鄉農會理事長。因為胡龍寶在農會系統及新化區的安定、善化、新市等地的政治實力，被國民黨臺南縣改造委員會主任委員沈奠國吸收入黨加以栽培。:17
1946年，舉行地方民代選舉，胡龍寶當選臺南縣臨時議會參議員。1948年年底，在當時臺南縣建設科長莊維藩支持下，選上縣農會及省農會理事。:15並在1950年，透過臺南縣民政局長王連芳的安排，使故鄉胡厝寮併入善化鎮。
民國四十年（1951年），胡龍寶角逐臺南縣議員選舉，1月28日當選第一屆臺南縣議員。1952年2月，出任中國國民黨臺南縣黨部主任委員，並兼救國團臺南縣支隊長、軍人之友社臺南縣分社總幹事。胡龍寶出任國民黨縣黨部主任委員一職長達五年（1952.2.19-1957.2.15），也是到國民黨失去臺南縣執政權前主委任期最久的一位。然而當時臺南縣議長陳華宗有意支持胡龍寶出馬角逐副議長，以抵制出身新營區的楊群英，被胡氏婉拒；事後胡龍寶即出任縣黨部主委，引起陳氏認為胡自知另有高就又不明講，自此陳、胡種下心結。原本打算「聯胡制楊」的陳華宗，對胡龍寶態度轉趨防衛。:17
胡龍寶獲得國民黨栽培，形成「山派」地方派系。當時胡龍寶獲國民黨刻意栽培，使「山派」壯大，足以對抗「海派」。成為國民黨在地方扶植新興派系制衡舊有派系的實例。在1950年代初期，臺籍的國民黨縣黨部只有兩人，即胡龍寶與林金生。:18-19
1954年第二屆臺南縣縣長選舉時，國民黨有意提名胡龍寶出馬競選。然而當時胡氏主委才出任約兩年，自認本身全縣性的勢力基礎尚未發展穩固，實力仍不足以與主要是「海派」的黨內對手、加上時任縣長高文瑞有意連任，因而作罷。胡龍寶最後以黨部主委之職輔選，在地方上勢力又更深入基層一步，並逐漸建立全縣性的群眾基礎。:18

## 臺南縣縣長
1957年6月，胡龍寶獲國民黨提名，競選第三屆臺南縣縣長選舉。以178,248票、67%得票率擊敗另一地方派系「海派」暗助的吳拜當選。
在縣長任內，胡龍寶起用大批幹部，並禮聘了幾所省中校長為私人參謀，準備大展鴻圖。上任後，即發動「每戶一名」的百萬國民義務勞動，整建道路，以完成「二千餘公里道路，獲得經濟效益一億七千餘萬元」的成果為標榜，頗收先聲奪人效果。:168
在防洪工程上，胡龍寶針對艾瑞逵颱風肆虐的北門低窪地區，修築北馬堤防。北馬堤防於民國四十六年（1957年）動工，範圍自急水溪下游入海處北岸起，自北門鄉雙春直到八掌溪南岸，全長五千二百公尺。於四十七年（1958年）9月完成。此外並興建鹽水溪堤防自四十八年（1959年）12月動工，五十一年（1962年）9月完成。竣工典禮時，時任中華民國副總統兼行政院院長陳誠親臨。該堤防長達三萬六千公尺，是全省次要河川最大的建設工程，工程費三千五百六十七萬。
1960年第第四屆臺南縣縣長選舉，在同額競選下，胡龍寶以210,637票當選連任。
在第二縣長任期中，胡龍寶於民國五十一年（1962年）舉辦一次規模盛大的農業博覽會，曾熱鬧一時。:168臺南縣農業博覽會於1962年2月16日在新營推出，開幕由省主席周至柔剪綵、省議會議長黃朝琴揭幕，展出期間，副總統兼行政院院長陳誠夫婦、農復會主委沈宗瀚、經濟部長楊繼曾都重要官員都曾親臨現場，掀起高潮。然而也在此時爆發「互助會」弊案，將胡龍寶捲入風波中。一度引起麻豆鎮民林書馨、林永汜醞釀發動罷免縣長，雖然在有關單位「疏導」下，糾紛最終平息。但也對胡氏的清譽造成影響。:168
胡龍寶任內，也出現被視為打壓敵對地方派系的事件。胡龍寶就任縣長後，曾因派系不和欲打壓前縣長高文瑞力挺、不同派系「海派」的教育科長劉博文。最後在地方人士斡旋下劉博文續任教育科科長。:172-1731964年第五屆臺南縣長選舉時，還發生過劉博文請「分期請假」，被縣長胡龍寶批駁不准請假的事件。最後劉博文簽呈一次請假27天。最後劉博文的高票當選，也被視為海派對胡龍寶的反撲。劉博文當選後，鹽分地帶文學家、佳里鎮名醫吳新榮在1964年4月27日的日記者載：「劉博文是北門區人，竟掀起這樣風暴；雖然對手是個眼科醫李耀乾，但其背景是現任縣長胡龍寶。雖然他們用盡惡劣的手段，究竟劉博文以十七萬票對十萬多票，贏了對方有六萬多票。這個原因是胡龍寶的劣績，引起北門區人未有之團結，而以本區90%的壓倒數字勝利的。」

## 卸任後
1964年，胡龍寶卸任臺南縣縣長。卸任後胡龍寶曾轉任臺灣省土地資源開發委員會副主任委員，主要開發海埔新生地。:162-163
1969年底，臺灣省農會爆發離職互助金事件，幾乎宣告破產，經李煥推薦後，由國防部部長升任行政院副院長的蔣經國力主中國青年救國團體系胡龍寶出任總幹事。1970年4月，胡龍寶正式接手省農會。任內處理離職互助會。至1975年8月卸任。:164-169
1975年8月，胡龍寶自省農會退休。1978年，與他熟識的蔡鴻文推薦他擔任農林公司董事長。任內推動茶葉外銷，開闢日月潭四周山地和石門水庫附近的茶園。:178-179胡龍寶任農林公司董事長直到1987年，拒絕連任農林公司董事長。農林公司改聘為名譽董事長。:184-185
1990年，妻子胡許玉盞逝世。胡龍寶晚年居於臺南市環保局後面的富農街旁，太子建設興建的社區內。:184-185
1997年5月14日，胡龍寶逝世，7月2日獲總統李登輝發布《褒揚令》。

## 家族
- 胡龍寶長子胡雅雄，曾改名弘岡祥孝，昭和十三年（1938年）生。[3]:339畢業於醫學校，曾任台南縣衛生局長兼任國民黨臺南縣黨部副主任委員，[2]:1881985年曾競選第十屆臺南縣縣長選舉，與同為國民黨的「海派」候選人李雅樵、黨外的臺北市議員陳水扁角逐縣長。在受到「海派」抵制下，僅獲133452票，敗給李雅樵。2017年6月23日過世，享壽八十歲。[11]
- 胡龍寶次子胡雅智、三男胡雅勝大專畢業後，任職於商界。四子胡雅棠，曾任國軍上將司令長官，退役後任財團法人私立台南仁愛之家董事長。長女胡淑惠婚配諶超樑，諶曾任臺南縣衛生局秘書；次女胡淑媛（日本名喜久子），1934年生。夫婿苗中英，曾任國軍少將師長；三女胡瓊月（日本名富美子），1936年生。曾任臺南縣婦女會理事長；四女胡懷月（日本名愛子），1939年生。[2]:188[3]:339
- 胡龍寶女婿張文獻，曾任台灣省議會議員、增額立法委員。張文獻娶胡龍寶三女胡瓊月，兩人結婚是透過楊寶發介紹。[4]:71
- 胡龍寶一孫胡睿，自稱國民黨中央委員，曾任國民黨中央委員會副處長、「藍軍青年聯盟」總召集人，2019年5月爆出缺錢而寄信到臺南仁愛之家恐嚇，揚言「給我30萬！否則殺光老人、小孩」。引起仁愛之家向警方報案。胡睿的父親是臺南仁愛之家的董事[12]，母親曾任職中心主任。其父表示對其言行無可奈何，只好在董事會上表示應該報警，公事公辦。[13][14]